# اریدادی موکوانگا
اریدادی موکوانگا (انگلیسی: Eridadi Mukwanga؛ ۱۲ ژوئیه ۱۹۴۳ – ۱۹۹۸) بوکسور اهل اوگاندا بود.
وی در مسابقات کشوری و بین‌المللی در مجموع برندهٔ ۱ مدال نقره شده‌است.